# Bonlieu-sur-Roubion
Bonlieu-sur-Roubion är en kommun i departementet Drôme i regionen Auvergne-Rhône-Alpes i sydöstra Frankrike. Kommunen ligger i kantonen Marsanne som tillhör arrondissementet Nyons. År 2022 hade Bonlieu-sur-Roubion 456 invånare.

## Befolkningsutveckling
Antalet invånare i kommunen Bonlieu-sur-Roubion
Referens:INSEE